# 李季 (游泳运动员)
李季（1986年7月9日—），中国女子游泳运动员。她在2004年雅典夏季奥林匹克运动会中，参加了女子游泳比赛。尽管她只参加了4×200自由泳预赛，但仍凭借队伍在决赛中的表现获得银牌。